# Braindead (phim 1992)
Braindead, còn được phát hành dưới tên Dead Alive ở Bắc Mỹ, là một bộ phim hài kịch - kinh dị phát hành năm 1992 do Peter Jackson viết kịch bản và đạo diễn. Bộ phim được tạp chí Time liệt vào danh sách 25 phim kinh dị hay nhất mọi thời đại.
Phim được Peter Jackson viết kịch bản cùng Fran Walsh và Stephen Sinclair. Bộ phim đánh dấu buổi đầu sự nghiệp điện ảnh của Peter Jackson, ông cũng được biết đến nhiều với loạt phim nổi tiếng sau này là Chúa tể của những chiếc nhẫn hay King Kong.

## Nội dung
Những cảnh đầu tiên của phim là một nhóm người đàn ông thuộc sở thú Wellington, New Zealand đang khiêng một chiếc cũi chứa con khỉ mặt chuột rất hung dữ bắt được từ thung lũng Sumatra, đảo Sọ người, nếu ai bị nó cắn lập tức sẽ trở thành một thây ma. Trong lúc tìm cách thoát khỏi đám thổ dân bản xứ, một trong số những người đàn ông này bị con khỉ cắn phải, anh ta đã bị đồng nghiệp giết hại và vứt bỏ lại đảo, con khỉ mặt chuột cuối cùng được đưa lên máy bay chở về sở thú Wellington, New Zealand.
Thị trấn Wellington, New Zealand, năm 1957. Lionel Cosgrove mất bố từ nhỏ và ở cùng bà mẹ lập dị Vera Cosgrove trong một gia đình danh giá. Lionel vô tình gặp Paquita Maria Sanchez trong một cửa hàng trong thị trấn và đem lòng yêu cô gái này khiến bà Vera không hài lòng.
Trong một lần lén theo dõi con trai trong sở thú, bà Vera không may trượt chân và bị con khỉ mặt chuột cắn phải, Lionel lập tức đưa mẹ về nhà. Từ lần trở về từ sở thú bệnh tình của bà Vera ngày càng nặng, trong lúc ăn trưa với vợ chồng chủ tịch Martheson, bà bị rớt lỗ tai xuống tô súp khiến bà vợ chủ tịch Martheson sợ hãi bỏ về.
Người bà của Paquita tiên tri rằng Lionel sắp phải đương đầu với một mối nguy hiểm, Paquita liền chạy tới báo tin cho Lionel, con chó của cô chạy lên lầu và bị bà Vera nuốt vào bụng, sau đó bà vật lộn với Paquita và ngã xuống cầu thang bất tỉnh. Y tá Emma McTavish được gọi đến, cô cho rằng bà Vera đã qua đời, tuy nhiên bà bất ngờ hồi sinh thành thây ma và giết chết nữ y tá. Lionel tìm cách nhốt mẹ và nữ y tá xuống tầng hầm và tìm đến nhà bà tiên tri, tại đây bà đã trao cho Lionel một chiếc bùa hộ mệnh và dặn anh phải luôn đem theo nó bên người. Lúc này bà Vera đã phá cửa tìm cách ra khỏi nhà, trên đường đi bà bị một chiếc xe điện đâm phải, Lionel buộc phải tổ chức tang lễ cho người mẹ xấu số trước sự chứng kiến của mọi người.
Đêm xuống, Lionel ra nghĩa trang để đào mộ người mẹ với hi vọng ngăn chặn thêm những cái chết mới, tại đây anh gặp một nhóm thanh niên lang thang say xỉn phá hoại. Bà Vera đã thoát ra khỏi nấm mồ, giết hại và biến nhóm thanh niên trở thành những thây ma. Cha xứ Jon McGruder, người gác nghĩa trang chạy đến ngăn chặn những thây ma nhưng chính ông cũng bị chúng giết chết. Lionel tìm cách tiêm thuốc an thần lấy từ ông bác sĩ lập dị cho những thây ma và đem chúng nhốt dưới tầng hầm trong nhà.
Chuyện chưa hết rối ren thì Les, ông chú đến từ phương xa của Lionel, em trai của bà Vera tìm đến, gã đến không phải vì cái chết của người chị mà vì muốn tranh chấp tài sản của nhà Cosgrove. Biết Lionel đang giữ những thây ma trong nhà, Les đã uy hiếp buộc Lionel phải trao giấy tờ sở hữu căn nhà cho gã và chôn cất những thây ma. Lionel buộc phải dùng thuốc độc cực mạnh hòng tiêu diệt chúng với sự giúp đỡ của Paquita, thật không may thứ thuốc Lionel tiêm cho lũ thây ma bị nhầm khiến chúng hồi sinh và càng hung hãn hơn.
Sự việc diễn ra đúng lúc chú Les mời bạn bè tới nhà mới mừng lễ tân gia, họ bị những thây ma giết hại để rồi chính họ cũng hồi sinh trở thành những thây ma khát máu, bữa tiệc bỗng chốc trở thành một đêm kinh hoàng. Trong lúc cùng Paquita và chú Les vật lộn với những thây ma, Lionel vô tình tìm được bộ xương của bố anh cùng những bức ảnh ông chụp với người phụ nữ tóc vàng chính là người tình của ông. Lionel biết được sự thật rằng chính mẹ anh là hung thủ thực sự dẫn đến cái chết của bố anh.
Cuối phim là những hình ảnh vô cùng cảm động khi bà Vera biến thành một con quái vật khổng lồ nuốt Lionel vào trong bụng, nhưng nhờ có chiếc bùa hộ mệnh của bà tiên tri, anh đã dùng nó khoét bụng mẹ thoát ra ngoài. Căn nhà bùng cháy và đổ sụp, con quái vật ngã vào trong đám cháy, Lionel và Paquita may mắn thoát khỏi căn nhà trước khi đoàn xe cứu hỏa đến nơi.

## Diễn viên
- Timothy Balme vai Lionel Cosgrove
- Diana Peñalver vai Paquita Maria Sanchez
- Elizabeth Moody vai Vera Cosgrove, mẹ của Lione
- Ian Watkin vai chú Les, em trai của bà Vera
- Brenda Kendall vai Y tá Emma McTavish
- Stuart Devenie vai Cha xứ McGruder
- Jed Brophy vai Thomas Jacob, gã say xỉn Void
- Stephen Papps vai thây ma Cha xứ McGruder
- Glenis Levestam vai bà Nora Matheson
- Lewis Rowe vai ông chủ tịch Albert Matheson
- Elizabeth Mulfaxe vai Rita Bridell, cô gái váy đỏ
- Harry Sinclair vai Roger Tryton
- Davina Whitehouse vai Mary Sanchez, bà của Paquita
- Silvio Famularo vai Slaver Don Sanchez, bố của Paquita

Một số vai phụ:
- Jim Booth (đồng thời là nhà sản xuất) vai bố Lionel lúc còn sống
- Sam Dallimore vai Lionel lúc nhỏ
- Robert Ericson vai cậu bé ngã xe đạp
- Chris Short vai Nhân viên hải quan
- Bill Ralston vai Nhân viên sở thú Stewart McAlden
- Daniel Sabic vai ma con Selwyn

## Âm nhạc
Các ca khúc được sử dụng trong phim:
- The stars and moon - Kate Swadling
- 29 Steps - Tony Backhouse
- Heat of my thoughts - Tony Backhouse
- Barwick green - Arthur Wood
- Maori battalion - the Maori Battalies

## Địa danh trong phim
Một số địa danh được làm cảnh quay trong phim:
- Thung lũng Putangirua Pinnacles: là Đảo Sọ người trong cảnh đầu của bộ phim.
- Sở thú Wellington, New Zealand: cảnh hẹn hò giữa Lionel và Paquita.
- Căn nhà Số 12 Hinau Road, Hataitai, Wellington[3][4][5]: trong phim là Ngôi nhà nơi cất giấu những thây ma, trên thực tế là căn nhà số 12 đường Hinau, quận Hataitai, phía Bắc Wellington. Một số người từng ở đã giúp cho quá trình quay phim vào thời điểm đó, nửa trước của tòa nhà đã được rao bán và xây thêm một dãy nhà vào đầu những năm 2000.
- Cửa hiệu nơi Lionel và Paquita gặp nhau trong phim là ở góc đường Rodrigo Road, Kilbirnie  và Sutherland Road hoặc số (29 Sutherland Road, Melrose) ở Wellington.[6]
- Nghĩa trang Karori Cemetery, Wellington.
- Công viên Wellington Botanical Gardens nơi Lionel và Ma con Selwyn dạo chơi.[7][8]
- Chiếc máy bay Fieldair Freight Dc-3 (possibly ZK-BBJ) hạ cánh tại phi trường Wellington airport
- Chiếc xe chở con khỉ mặt chuột ở đầu phim đi trên đường Queens Drive, Lyall Bay, Wellington.[9]
- Lionel đến phòng khám thú y trên đường Standen Street, Karori, Wellington (20 Standen St, Karori, Wellington).[10]

## Thông tin sản xuất
Những cảnh đầu tiên của phim trên "Đảo Sọ người", thực chất được quay tại thung lũng Putangirua Pinnacles, cũng chính là nơi sau này Jackson dùng để làm phim Chúa tể của những chiếc nhẫn.
Bộ phim được cho là đẫm máu nhất mọi thời đại (đo bằng số lượng máu phim được sử dụng trong quá trình sản xuất). 300 lít máu giả đã được sử dụng trong những cảnh cuối cùng của bộ phim. Trong cảnh Lionel dùng máy xén cỏ chống lại thây ma, máu giả được bơm vào 5 gallon mỗi giây.
Tiêu đề tiếng Tây Ban Nha của bộ phim "Tu madre se ha comido mot mi Perro" theo nghĩa đen dịch là "mẹ của anh đã ăn con chó của tôi", một câu nói bởi Paquita (nữ diễn viên Tây Ban Nha Diana Peñalver) trong một cảnh của bộ phim.
Tên của con chó của Paquita là Fernando, như để liên tưởng đến đạo diễn Fernando Trueba, bởi Peter Jackson lần đầu gặp nữ diễn viên Diana Peñalver trong những bộ phim của ông.
Cảnh cuối cùng của phim là cảnh Lionel đưa bé Selwyn (Ma con) dạo chơi trong công viên. Bộ phim phần lớn đã kết thúc những cảnh quay chính trước thời hạn một tuần với 45.000$ New Zealand còn lại. Vì vậy Peter Jackson đã quyết định sử dụng số ngân sách còn lại để thực hiện cảnh quay giữa Lionel và ma con Selwyn trong công viên, Jackson cho rằng đây là một trong những cảnh quay hài hước và vui nhộn nhất trong toàn bộ bộ phim.
Nhân vật Diana Peñalver được đặt theo tên bà ngoại của nữ diễn viên Paquita María Sánchez.
Các lá bài dùng ở cảnh đầu phim là bộ bài Thoth Deck của Aleister Crowley. Chỉ có hai lá bài ngôi sao và chàng kỵ sĩ đội mũ giáp là ngoại lệ được làm riêng cho bộ phim.
Bản nhạc trong cảnh tại nhà tang lễ của phim được Jackson dùng lại từ bộ phim trước đó của ông là Meet the Feebles.
Bob McCarron, người được biết rõ gần đây với cái tên Dr. Bob trên show truyền hình Anh Quốc I'm a Celebrity Get Me Out of Here! chính là người đã tạo những hiệu ứng đặc biệt cho phim. Anh đã nhận được giải tại Liên hoan phim quốc tế Sitges - Catalonian và được đề cử cho giải Sao Thổ Saturn Awards.
Một số cảnh quay trong thành phố lấy bối cảnh năm 1957 được Jackson dựng lại bằng mô hình.
Bộ phim được quay và hoàn thành trong vòng 3 tháng.

### Kiện cáo
Bộ phim bị các nguyên đơn cáo buộc xâm hại quyền riêng tư của họ khi đưa lên những hình ảnh bia mộ của gia đình các nguyên đơn trong những cảnh quay của phim tại nghĩa trang lớn nhất thành phố Wellington.

## Phát hành
Bộ phim được phát hành rộng rãi tại nhiều quốc gia:
- Ở một số quốc gia, chẳng hạn như Anh Quốc hay Australia, bộ phim được phát hành đầy đủ cảnh quay dưới thời lượng 104 phút.
- Ở những nước mà các nhà kiểm duyệt ngần ngại trước cảnh máu me cực đoan, bộ phim ban đầu bị cấm hoặc kiểm duyệt trước khi bị cắt giảm nặng nề. Ở Đức một phiên bản 94 phút đã được cắt giảm lớn đối với một số cảnh máu me, nhưng nhà phát hành đã lờ đi. Một phiên bản đầy đủ khác của phim bị cấm tại Đức mặc dù vậy nó vẫn được phát hành rộng rãi dưới cái tên phiên bản Mỹ "Dead Alive".
- Tại Mỹ bộ phim được phát hành hai phiên bản dưới cái tên Dead Alive (vì tránh nhầm lẫn với bộ phim đã phát hành trước đó Brain Dead), một phiên bản đã kiểm duyệt chỉ còn 85 phút với hầu hết những cảnh máu me, bạo lực bị gỡ bỏ. Trong khi một phiên bản khác 97 phút thì những cảnh máu me chủ yếu còn nguyên vẹn, đây là phiên bản mà Peter Jackson ưng ý nhất.

### Tiếp nhận
Bộ phim được tiếp nhận rộng rãi trên khắp thế giới đối với những người ưa cảm giác mạnh trong đó có khán giả Việt Nam vào thập niên 1990.
Nó nhận được 86% đánh giá tích cực trên trang Rotten Tomatoes.
Tại thời điểm phát hành, David Stratton của tạp chí Variety đã đưa ra một đánh giá tích cực, gọi đó là "bộ phim hay nhất của Jackon cho đến nay" và ca ngợi sự hài hước, diễn xuất và đặc tính kỹ thuật (hiệu ứng máu me, trang điểm). Ông nói "Peter Jackson, người đã bứt phá tài tình những màn máu me không kém phần vui nhộn, kịch tính. Một số phim lạm dụng điều đó, nhưng Braindead thì không".
Tạp chí Time đã vinh danh Braindead trong danh sách 25 phim kinh dị hay nhất mọi thời đại.

### Giải thưởng
- Amsterdam Fantastic Film Festival – Silver Scream Award (1993);
- Avoriaz Fantastic Film Festival – Grand Prize (1993);
- Fantasporto – International Fantasy Film Award, Phim tốt nhất và hiệu ứng đặc biệt tốt nhất(1993)
- New Zealand Film và TV Awards – Film Award, hóa trang ấn tượng, Đạo diễn tốt nhất, phim hay nhất, biên kịch tốt nhất (1993);
- Catalonian International Film Festival, Sitges, Spanien – hiệu ứng đặc biệt tốt nhất (1992);
- Fantafestival – Diễn viên chính và hiệu ứng xuất sắc nhất (1992).

## Kế thừa
- Trong phiên bản King Kong (2005) của Jackson, các hầm hàng của con tàu có một hòm ghi Sumatran Rat Monkey — Beware the bite!, nhắc lại con khỉ mặt chuột từ Braindead.[12]
- Trong video game Left 4 Dead (2008), một căn phòng được phát hiện (trong chiến dịch thu hoạch máu) chứa một chiếc máy cắt cỏ cùng một số lượng lớn máu, tham khảo một cảnh trong phim.
- Trong phim Scooby-Doo! Mystery Incorporated 2010 tập "The Secret Serum", cũng nhắc đến "khỉ mặt chuột Sumatra" từ đảo Sọ người.
- Nam diễn viên đồng thời là bạn Jackson Simon Pegg nói trong cuốn sách của anh Nerd Do Well rằng Braindead là một trong những ảnh hưởng lớn đến bộ phim của anh Shaun of the Dead.